# Marsillargues
Marsillargues (okzitanisch Marsilhargues) ist eine französische Gemeinde mit 6787 Einwohnern (Stand: 1. Januar 2022) im Département Hérault in der Region Okzitanien. Sie gehört zum Arrondissement Montpellier und ist Verwaltungssitz des Gemeindeverbands Lunel Agglo. Die Einwohner werden Marsillarguois und Marsillarguoises genannt.

## Geografie

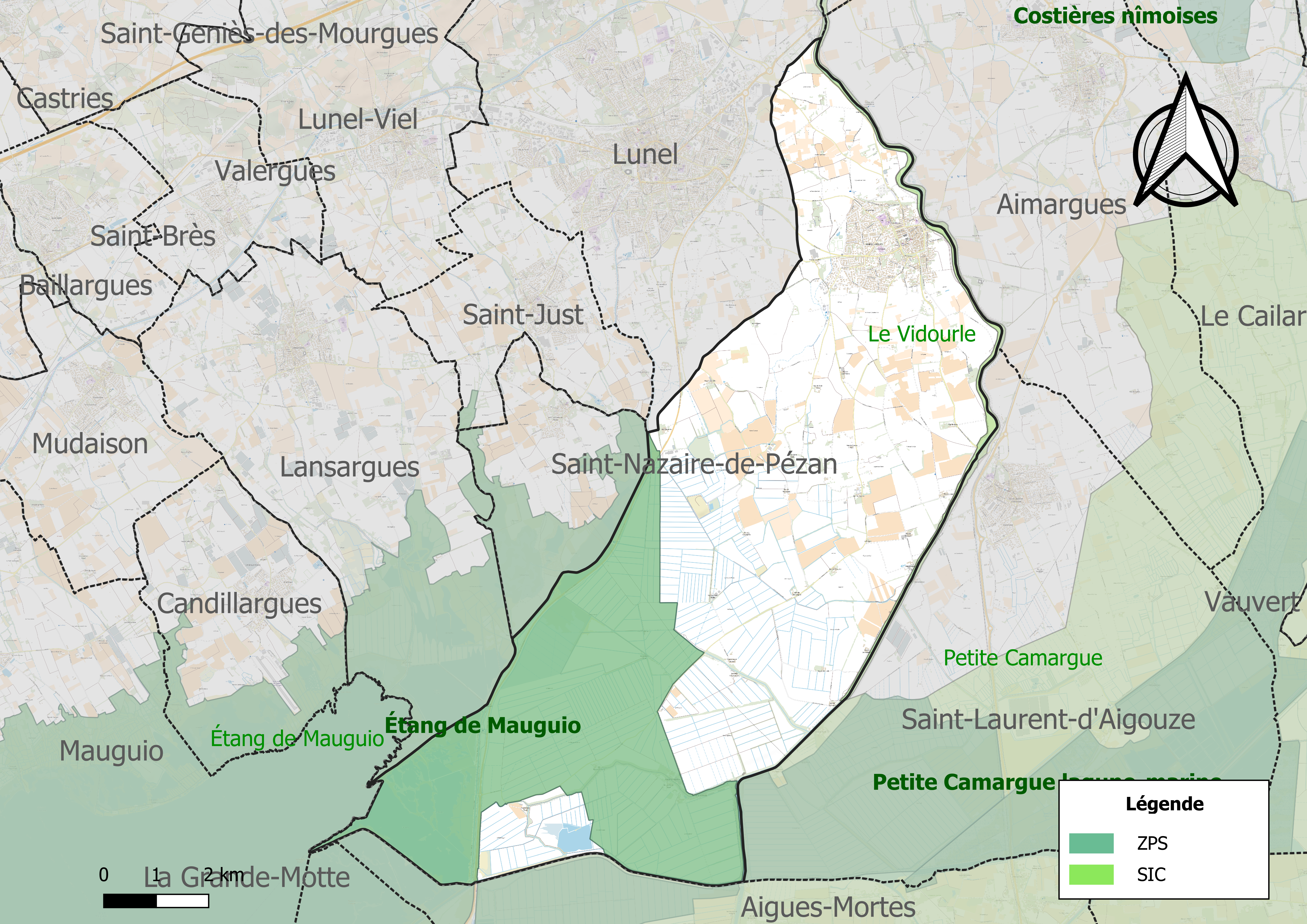
Natura 2000-Schutzgebiete in der Gemeinde

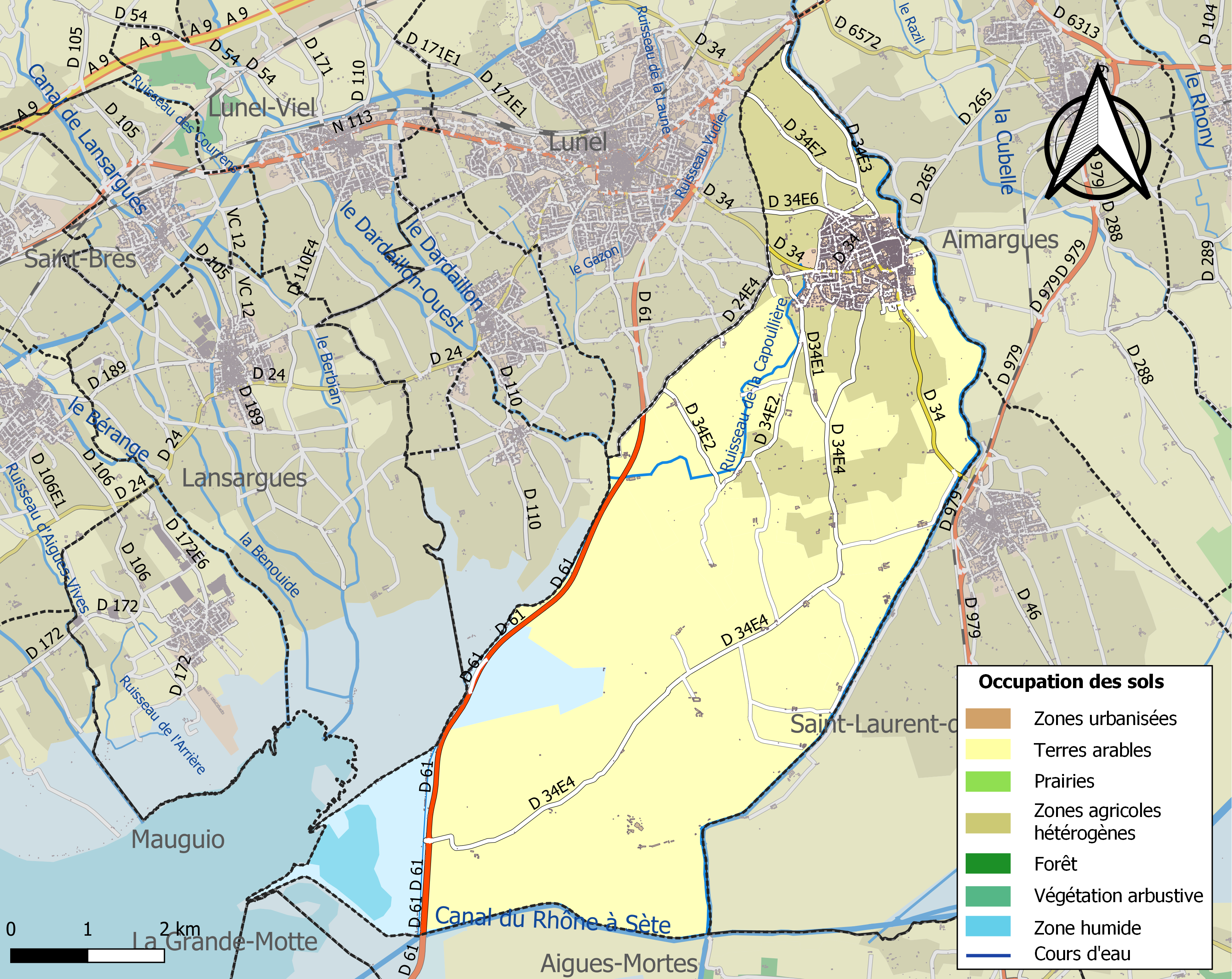
Bodennutzung, Hydrografie und Infrastruktur der Gemeinde (2018)

Marsillargues ist die östlichste Gemeinde des Départements an der Grenze zum benachbarten Département Gard, etwa 24 Kilometer ostnordöstlich von Montpellier und etwa 24 Kilometer südwestlich von Nîmes. Die Gemeinde wird entwässert vom Vidourle, der sie im Osten begrenzt, vom Ruisseau de la Capoullière und einem weiteren kleineren Fließgewässer. Im äußersten Südwesten hat Marsillargues einen kleinen Anteil am Küstensee Étang de l’Or (auch: Étang de Mauguio genannt).
Das Gebiet von Marsillargues ist Teil der drei Natura 2000-Schutzgebiete „Le Vidourle“ (FR9101391), „Étang de Mauguio“ (FR9101408) und „Étang de Mauguio“ (FR9112017) sowie von sieben ZNIEFF-Naturzonen. Etwa 86 % der Fläche der Gemeinde werden landwirtschaftlich genutzt, der Anteil an Küstenfeuchtgebieten und Meeresgewässer beträgt etwa 10 %.
Umgeben wird Marsillargues von den Nachbargemeinden Lunel im Norden, Aimargues (Département Gard) im Nordosten, Saint-Laurent-d’Aigouze (Département Gard)  im Osten, Aigues-Mortes (Département Gard) im Süden sowie Lansargues und Saint-Nazaire-de-Pézan im Westen.

## Geschichte
Das Dorf Marsillargues wird seit 1112 erwähnt. Ursprünglich der Lehnsherrschaft Lunel unterstellt, wurde es 1295 von König Philipp IV. zum eigenen Lehen erhoben und Guillaume de Nogaret als Belohnung für geleistete Dienste geschenkt. Im 14. Jahrhundert war das Dorf von einer Mauer umgeben.

## Bevölkerungsentwicklung
| Marsillargues: Einwohnerzahlen von 1793 bis 2020                                                                           | Marsillargues: Einwohnerzahlen von 1793 bis 2020 | Marsillargues: Einwohnerzahlen von 1793 bis 2020 | Marsillargues: Einwohnerzahlen von 1793 bis 2020 | Marsillargues: Einwohnerzahlen von 1793 bis 2020 |
| --- | ------------------------------------------------ | ------------------------------------------------ | ------------------------------------------------ | ------------------------------------------------ |
| Jahr |                                                  |                                                  |                                                  | Einwohner                                        |
| 1793 | 1793                                             |                                                  | 2.916                                            | 2.916                                            |
| 1800 | 1800                                             |                                                  | 2.777                                            | 2.777                                            |
| 1806 | 1806                                             |                                                  | 2.905                                            | 2.905                                            |
| 1821 | 1821                                             |                                                  | 3.078                                            | 3.078                                            |
| 1831 | 1831                                             |                                                  | 3.292                                            | 3.292                                            |
| 1836 | 1836                                             |                                                  | 3.382                                            | 3.382                                            |
| 1841 | 1841                                             |                                                  | 3.529                                            | 3.529                                            |
| 1846 | 1846                                             |                                                  | 3.522                                            | 3.522                                            |
| 1851 | 1851                                             |                                                  | 3.549                                            | 3.549                                            |
| 1856 | 1856                                             |                                                  | 3.435                                            | 3.435                                            |
| 1861 | 1861                                             |                                                  | 3.446                                            | 3.446                                            |
| 1866 | 1866                                             |                                                  | 3.609                                            | 3.609                                            |
| 1872 | 1872                                             |                                                  | 3.466                                            | 3.466                                            |
| 1876 | 1876                                             |                                                  | 3.368                                            | 3.368                                            |
| 1881 | 1881                                             |                                                  | 3.227                                            | 3.227                                            |
| 1886 | 1886                                             |                                                  | 3.195                                            | 3.195                                            |
| 1891 | 1891                                             |                                                  | 3.413                                            | 3.413                                            |
| 1896 | 1896                                             |                                                  | 3.507                                            | 3.507                                            |
| 1901 | 1901                                             |                                                  | 3.684                                            | 3.684                                            |
| 1906 | 1906                                             |                                                  | 3.421                                            | 3.421                                            |
| 1911 | 1911                                             |                                                  | 3.242                                            | 3.242                                            |
| 1921 | 1921                                             |                                                  | 3.395                                            | 3.395                                            |
| 1926 | 1926                                             |                                                  | 3.182                                            | 3.182                                            |
| 1931 | 1931                                             |                                                  | 3.334                                            | 3.334                                            |
| 1936 | 1936                                             |                                                  | 3.002                                            | 3.002                                            |
| 1946 | 1946                                             |                                                  | 2.693                                            | 2.693                                            |
| 1954 | 1954                                             |                                                  | 2.755                                            | 2.755                                            |
| 1962 | 1962                                             |                                                  | 2.812                                            | 2.812                                            |
| 1968 | 1968                                             |                                                  | 3.048                                            | 3.048                                            |
| 1975 | 1975                                             |                                                  | 3.023                                            | 3.023                                            |
| 1982 | 1982                                             |                                                  | 3.653                                            | 3.653                                            |
| 1990 | 1990                                             |                                                  | 4.386                                            | 4.386                                            |
| 1999 | 1999                                             |                                                  | 5.334                                            | 5.334                                            |
| 2006 | 2006                                             |                                                  | 5.760                                            | 5.760                                            |
| 2013 | 2013                                             |                                                  | 6.192                                            | 6.192                                            |
| 2020 | 2020                                             |                                                  | 6.395                                            | 6.395                                            |
| Quelle(n): EHESS/Cassini bis 1999, INSEE ab 2006 Anmerkung(en): Ab 1962 offizielle Zahlen ohne Einwohner mit Zweitwohnsitz |                                                  |                                                  |                                                  |                                                  |

## Sehenswürdigkeiten
- Château de Guillaume de Nogaret, Kernbau aus dem Jahre 1305, mit Erweiterungen 1560 nach Norden, 1679 nach Süden, Orangerie 1767, seit 1995 ist das gesamte Château als Monument historique klassifiziert
- Kirche Saint-Sauveur (Neubau im 17. Jahrhundert nach den Zerstörungen in den Hugenottenkriegen), Glockenturm 1509, seit 1950 als Monument historique eingeschrieben
- Arènes Marcel Guillarmet, Veranstaltungsort aus dem Jahr 1960, seit 1993 in Teilen als Monument historique eingeschrieben
- Ehemaliges Wohnhaus Mourgue, Haus des Intendanten, aus dem 18. Jahrhundert, seit 2001 als Monument historique eingeschrieben

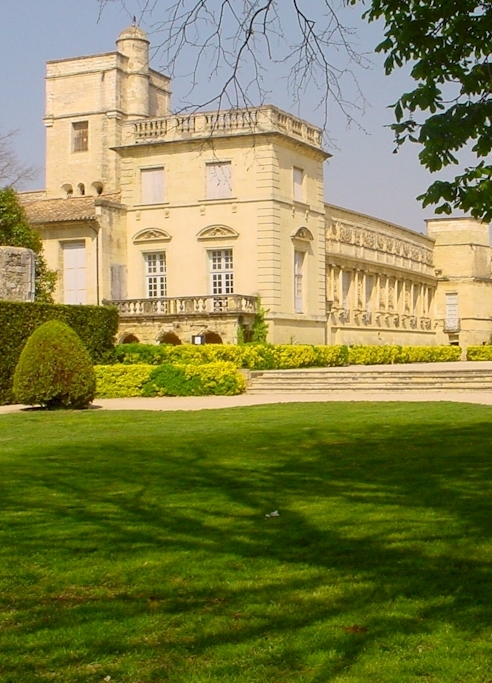
Château de Guillaume de Nogaret
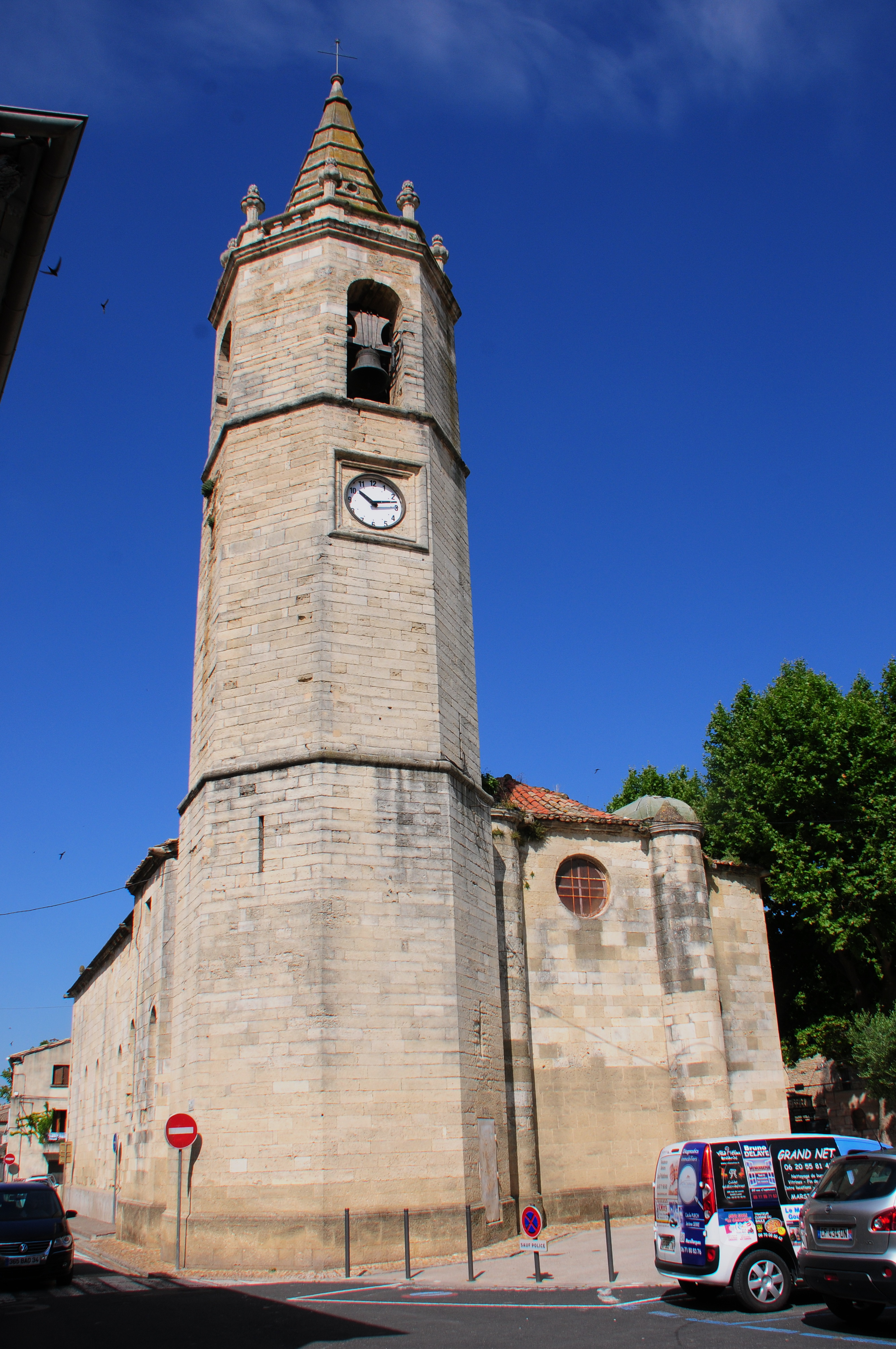
Kirche Saint-Sauveur
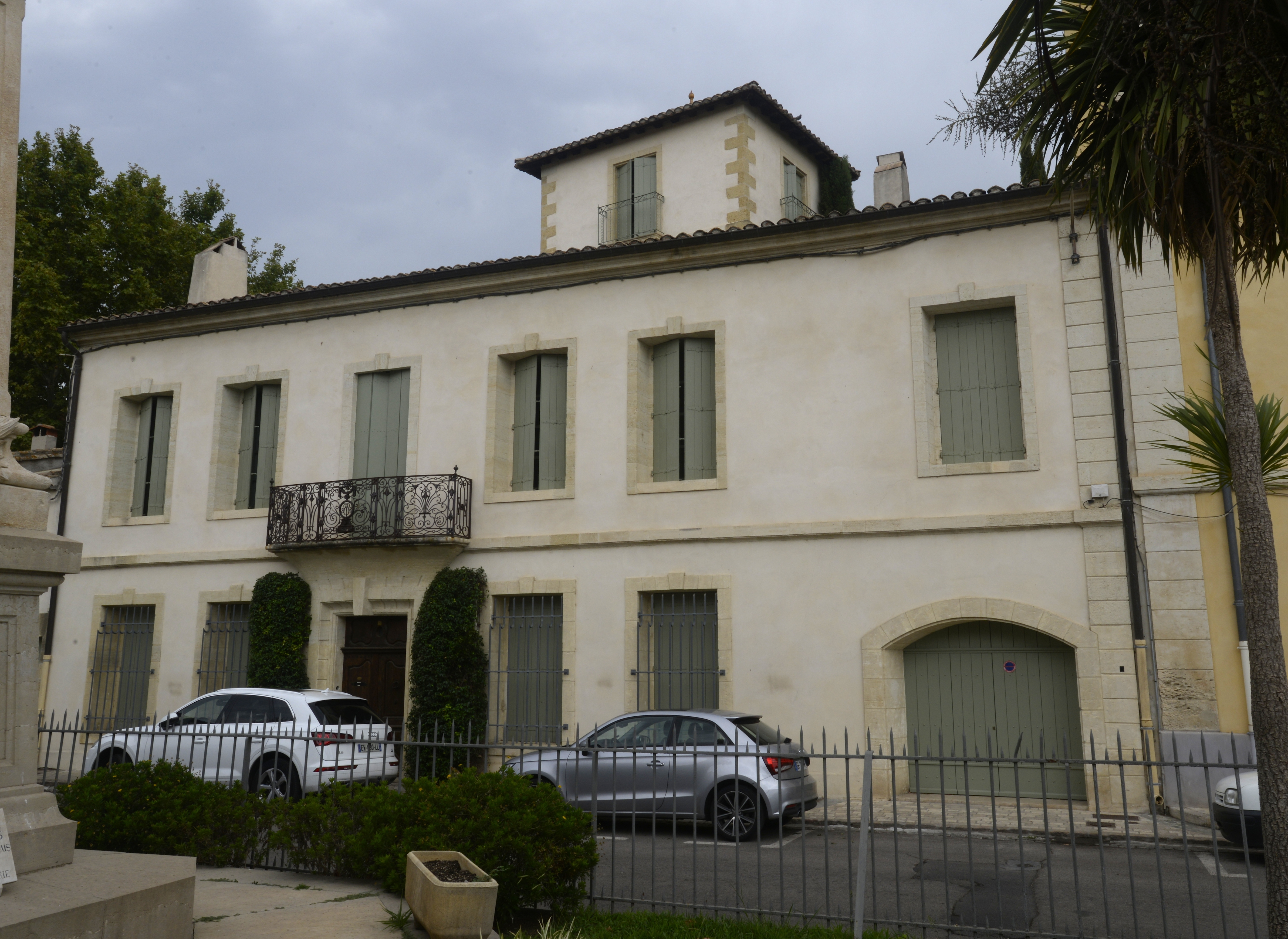
Hôtel de Mourgue

## Verkehr
Die Departementsstraße D 61 wird an der westlichen Gemeindegrenze vorbeigeführt und verbindet Marsillargues nördlich mit Lunel und südlich mit La Grande-Motte an das Mittelmeer. Die Departementsstraße D 34 durchquert das Zentrum von Marsillargues und dient als Verbindung zur D 61 auf dem Gebiet von Lunel mit der D 979, der ehemaligen Route nationale 579 bei Saint-Laurent-d’Aigouze. Zwei Buslinien der regionalen Transportgesellschaft liO verbinden die Gemeinde mit Lunel und im weiteren Verlauf mit Castelnau-le-Lez und dortigen Anschlüssen an das Straßenbahnnetz von Montpellier.

## Persönlichkeiten
- Guillaume de Nogaret (1260–1313), Berater Philipps des Schönen, Widersacher der Templer, Seigneur von Marsillargues
- Martin Vignolle (1763–1824), französischer General in den Koalitionskriegen, geboren in Marsillargues
- Gaston Defferre (1910–1986), französischer Politiker, Mitglied der Résistance, geboren in Marsillargues
- Jacques Antoine Mourgue (1734–1818), französischer Innenminister (1792), geboren in Marsillargues